# Irina Levčenko
Irina Grigor'evna Levčenko (in russo Ирина Григорьевна Левченк?; Novosibirsk, 14 ottobre 1961) è un'ex cestista sovietica.

## Carriera
Con l'Unione Sovietica ha disputato i Campionati europei del 1987.

## Palmarès
- Coppa Ronchetti: 1

Dinamo Novosibirsk: 1985-1986